# Asphondylia cyamopsii
Asphondylia cyamopsii är en tvåvingeart som beskrevs av Chari 1971. Asphondylia cyamopsii ingår i släktet Asphondylia och familjen gallmyggor. Inga underarter finns listade i Catalogue of Life.